# Risako Mitsui
Risako Mitsui –en japonés, 三井 梨紗子, Mitsui Risako– (Shinjuku, 23 de septiembre de 1993) es una deportista japonesa que compitió en natación sincronizada.
Participó en dos Juegos Olímpicos de Verano en los años 2012 y 2016, obteniendo dos medallas de bronce en Río de Janeiro 2016 en las pruebas dúo y de equipo. Ganó cuatro medallas de bronce en el Campeonato Mundial de Natación de 2015.

## Palmarés internacional
| Juegos Olímpicos   | Juegos Olímpicos        | Juegos Olímpicos  | Juegos Olímpicos  |
| Año                | Lugar                   | Medalla           | Prueba            |
| ------------------ | ----------------------- | ----------------- | ----------------- |
| 2016               | Río de Janeiro (Brasil) | Medalla de bronce | Dúo               |
| 2016               | Río de Janeiro (Brasil) | Medalla de bronce | Equipo            |
| Campeonato Mundial |                         |                   |                   |
| Año                | Lugar                   | Medalla           | Prueba            |
| 2015               | Kazán (Rusia)           | Medalla de bronce | Dúo técnico       |
| 2015               | Kazán (Rusia)           | Medalla de bronce | Equipo técnico    |
| 2015               | Kazán (Rusia)           | Medalla de bronce | Equipo libre      |
| 2015               | Kazán (Rusia)           | Medalla de bronce | Combinación libre |